# أورنك آباد
أورنك آباد (بالهندية: औरंगाबाद) و(بالأردية اورنگ آباد) ، مدينة تتبع ولاية ماهاراشترا في الهند سميت بهذا الاسم نسبة إلى الإمبراطور المغولي أورنكزيب، تقع في وسط الهند، تحتوي المدينة على العديد من المعالم التاريخية والكهوف وهي مدرجة ضمن مواقع التراث العالمي لليونسكو، تعتبر المدينة العاصمة السياحية لولاية ماهاراشترا، حسب إحصاءات السكان لسنة 2011 تجاوز عدد سكان المدينة المليون نسمة.

## المناخ
يظهر الجدول التالي التغييرات المناخية على مدار السنة لأورانجاباد:

## أعلام
- ماه لاقا باي
- براتيكشا لونكار
- أبو الأعلى المودودي
- آزاد البلكرامي
- جلال الدين محمد فرخ سير